# Андрієвський Борис Юрійович
Андрієвський Борис Юрійович — (нар. 28 липня 1898 с. Безсали Полтавської губернії — пом. 20 жовтня 1962, Клівленд, США) — лікар-хірург, професор, викладач Дніпровського медичного університету та Львівського медичного університету, фундатор першої в еміграції лікарні для колишніх військовополонених і втікачів з України в Мюнхені, очільник шпиталю УНРА в Регенсбурзі. Провідний політичний діяч ЗЧ ОУН.

## Біографія
Народився в сім'ї священика. Після закінчення Лубенської гімназії здобув вищу освіту на медичному факультеті Харківського медичного інституту у 1926-му році. Згодом працював асистентом, а отримавши ступінь доктора, працював в цьому інституті доцентом кафедри хірургії, після в Харківському інституті удосконалення лікарів (1926-38), згодом професор кафедри хірургії Дніпропетровського інституту удосконалення лікарів (1938-41), завідувач кафедри хірургії Дніпропетровського медичного інституту (1942), завідувач кафедри і клініки хірургії Львівських медико-природничих фахових курсів (1943), хірург лікарень Відня, Берліна, Мюнхена, Регенсбурга, Міннеаполіса, Чикаго та Клівленда (1944-52).
У повоєнний час в Західній Німеччині, відкрив у Мюнхені станцію Українського Червоного Хреста — першу на еміграції лікарню для колишніх військовополонених і втікачів з України. 1946-го, на з'їзді українських лікарів-емігрантів, було створено Лікарське об'єднання, до якого ввійшов і Андрієвський. Пізніше він очолив шпиталь УНРА в Регенсбурзі і завідував у ньому хірургічним відділенням.

## Наукові праці
Напрями наукових досліджень: опрацювання і впровадження в медичну практику кровозамінних розчинів, питання хірургії печінки, лікування випадіння та раку прямої кишки, туберкульозного перитоніту та інше.
Автор близько 30 наукових праць, переважно українською мовою, в різних царинах хірургії. Перший в Україні написав монографію про інфузійні розчини. Праці виходили в Україні (починаючи з 1926) та за кордоном. Брав участь в громадсько-політичному житті української діаспори.